# 伊加拉佩-杜梅约
伊加拉佩-杜梅约是巴西马拉尼昂州的一个市镇。总面积392.847平方公里，总人口11394人，人口密度29人/平方公里。